# Okres Tatry
Okres Tatry (polsky Powiat tatrzański) je okres v polském Malopolském vojvodství u hranic se Slovenskem. Rozlohu má 471,62 km² a v roce 2020 zde žilo 68 049 obyvatel. Sídlem správy okresu a největším městem je Zakopané. Leží zde vrchol hory Rysy, nejvyšší hory Polska.

## Gminy

#### Městské
- Zakopané

#### Vesnické
- Biały Dunajec
- Bukowina Tatrzańska
- Kościelisko
- Poronin

## Města
- Zakopané

## Demografie
Ve městě žije 42,3 % obyvatel okresu, na vsích 57,7 %.

## Sousední okresy
| Růžice kompasu |             | Nowy Targ |  | Růžice kompasu |
| Růžice kompasu | Sever       |           |  | Růžice kompasu |
| Růžice kompasu | Okres Tatry |           |  | Růžice kompasu |
| Růžice kompasu | Jih         |           |  | Růžice kompasu |
| Růžice kompasu |             |           |  | Růžice kompasu |